# 모음곡
모음곡 혹은 조곡(組曲, suite)은 일정한 순서가 있는 기악 혹은 교향악 악곡의 모음이다. 모음곡은 오페라, 발레(호두까기 인형)에서 혹은 연극(아를의 여인 모음곡)이나 영화(키제 중위 모음곡) 등 부수 음악에서 발췌한 것일 수도 있고, 독자적인 악곡(홀베르크 모음곡, 행성 모음곡)도 있다.
바로크 시대에 모음곡은 조성에 따라 상당히 정확하게 정의된 형태로, 전주곡이나 서곡 다음에 이어지는 춤곡들로 구성되었다. 모음곡은 Suite de danses, Ordre(프랑수아 쿠프랭이 즐겨쓴 말이다), partita라고도 했다. 18세기에 서곡이란 말은 바흐의 관현악 모음곡과 같은 모음곡 전체를 이르는 말로 쓰이기도 했다.

## 모음곡의 역사
모음곡은 바로크 시대의 가장 중요한 기악형식의 하나이다. 이 때의 모음곡은 바흐에 의하여 완성되었다. 보통 속도나 성격을 달리하는 일련의 춤곡으로서, 전곡이 같은 조로 통일되며 각 춤곡은 2부형식으로 되어 있다. 4-8악장인 것이 많으나 때로는 20악장 이상이 되는 것도 있다. 바흐 시대의 표준적인 모음곡으로는 알르망드, 쿠랑트, 사라반드, 지그를 주요 악장으로 하고, 사라반드와 지그의 사이에 춤곡이 하나 내지 몇 곡 임의로 삽입되었다. 주요한 춤곡으로는 미뉴에트, 부레, 가보트, 파스피에, 폴로네즈, 리고동, 앙글레즈, 루르, 아리아 등이 있다. 또 알르망드 이전에는 전주곡으로 프렐류드, 신포니아, 토카타 등과 같은 춤곡형식이 아닌 악곡이 많이 쓰였다.
모음곡은 16세기에 일어났으나, 중세 말기의 사교춤이나 민속춤으로까지 거슬러 올라갈 수 있다. 처음에는 2박자와 3박자, 속도의 느림빠름이라는 성격이 다른 2개의 춤곡을 조로 하여, 실제의 춤과 함께 연주되었다. 그러던 것이 16세기가 되어 음악은 춤에서 독립하고 악기만으로 연주하게 되었다. 이 당시의 악기로는 특히 류트가 애용되었다. 고전모음곡의 형식은 17세기 중엽 독일의 작곡가 J.프로베르거에 의하여 확립되었다. 이후 18세기의 중엽경까지는 쳄발로가 애용되었고, 많은 작곡가들은 다투어 이 악기를 위한 모음곡을 썼다. 바흐의 각 6곡으로 된 《영국 모음곡》, 《프랑스 모음곡》, 《파르티타》 등은 특히 이 형식으로 된 작품 중 잘 알려져 있다. 그 밖에 모음곡의 주요 작곡가에는 독일의 파헬벨, 크리거, 피셔, 쿠나우, 뵘, 헨델, 무파트, 영국의 퍼셀, 프랑스의 샹보니에르, 쿠프랭, 라모 등이 있다. 건박악기를 위한 모음곡과 함께 이 시대에는 실내악과 관현악용으로 아주 자유로운 성격을 갖는 모음곡도 만들어졌다. 실내악용 모음곡에는 코렐리로 대표되는 실내 소나타가 이에 속한다. 한편 관현악 모음곡은 독일을 중심으로 성행하였으나, 이것은 첫부분에 프랑스풍 서곡을 가지기 때문에 당시는 '서곡'이라고 하였다. 유명한 작품으로는 헨델의 《수상 음악》, 《왕궁의 불꽃놀이 음악》, 바흐의 4곡의 관현악 모음곡 등이 있다. 한편 프랑스의 쿠프랭에 의하여 사용된 '오르드르', 독일의 '파르티타', 영국의 '레슨' 등의 말도 모음곡과 대략 같은 뜻으로 쓰이고 있다.
고전 시대의 모음곡은 18세기 중엽 바흐를 정점으로 하여 소멸하였고, 겨우 고전파 소나타의 미뉴에트 악장, 카샤시온, 디베르티멘토 속에 그 이름만을 남기고 있다. 근대의 모음곡은 19세기 후반에 낭만파 작곡가에 의하여 확립되었으나, 이는 고전 시대의 모음곡과 같은 일정한 형을 가지지 않는 자유로운 성격을 가진 것이다. 보통 오페라나 발레의 음악, 또는 극이나 영화의 부수(附隨)음악 속에서 성격이 다른 몇 곡을 자유롭게 조합한 관현악용의 모음곡으로서, 그 대부분은 표제가 붙어 있다. 유명한 작품으로는 비제의 《아를의 여인》, 차이콥스키의 《호두까기 인형》, 프로코피예프의 《키제 중위》, 스트라빈스키의 《페트루슈카》 등이 있다.

## 교향 모음곡
이 명칭에는 필연적 또는 절대적인 근거가 없는 것이 보통이다. 교향곡에 가까운 작품이 있으면서 교향곡보다도 더욱 자유로운 태도로 쓰인 것이 통례이며, 동시에 또 모음곡과도 가까운 종류이다. 대부분의 경우 표제가 있으므로 단일 악장의 교향시라고 할 수 없고 또한 교향곡이라고도 할 수 없었던 작품이다. 림스키코르사코프의 <셰에라 자드>는 그 전형적인 예이다.

## 무용 모음곡
많은 경우에 발레 모음곡과 같은 뜻으로 시작된다. 그러나 18세기 이전에는 반드시 그렇지 않은 것도 있었다. 어쨌든 연주회에서 연주되는 일이 주목적으로 되어 있어, 리듬이 분명한 음악을 몇 개 모음곡풍으로 연속시키고 있다.

## 참고 문헌
- 이 문서에는 다음커뮤니케이션(현 카카오)에서 GFDL 또는 CC-SA 라이선스로 배포한 글로벌 세계대백과사전의 내용을 기초로 작성된 글이 포함되어 있습니다.